# Чепеларе
Чепеларе (буг. Чепеларе) град је у Републици Бугарској, у јужном делу земље, седиште истоимене општине Чепеларе у оквиру Смољанске области.

## Географија
Положај: Чепеларе се налази у јужном делу Бугарске. Од престонице Софије град је удаљен 220 km југоисточно, а од обласног средишта, Смољана град је удаљен 25 km северно.
Рељеф: Област Чепелара се налази у области средишњем дела планинског ланца Родопа. Град се сместио у високо постављеној долини Чаје, на приближно око 1.100 метара надморске висине, па је то један од највиших градова како у Бугарској, тако и на Балканском полуострву.
Клима: Због знатне надморске висине клима у Чепелару је оштрији облик континенталне климе са планинским утицајима.
Воде: Кроз Чепеларе протиче Чаја горњим делом свог тока.

## Историја
Област Чепелара је првобитно било насељено Трачанима, а после њих овом облашћу владају стари Рим и Византија. Јужни Словени ово подручје насељавају у 7. веку. Од 9. века до 1373. године област је била у саставу средњовековне Бугарске.
Крајем 14. века област Чепелара је пала под власт Османлија, који владају облашћу 5 векова. Током османске владавине месно бугарско становништво је већим делом исламизовано.
1885. године град је постао део савремене бугарске државе. Насеље постоје убрзо средиште окупљања за села у околини, са више јавних установа и трговиштем.

## Становништво
По проценама из 2010. године Чепеларе је имало око 2.500 становника. Огромна већина градског становништва су етнички Бугари, делом и муслимански Помаци. Остатак су махом Роми. Последњих две деценије град има сталан пад становништва због удаљености од главних токова развоја у држави.
Претежан вероисповест месног становништва је ислам, а мањинска православље.

## Галерија
- Споменик Петку војводи
- Градска основна школа
- Споменик у Чепелару